# Simon Quendler
Simon Quendler (* 1983 in Wernberg, Kärnten) ist ein österreichischer Künstler.

## Leben
Simon Quendler wuchs in Wernberg bei Villach und in den Vereinigten Staaten (Indiana) auf. Er lebt und arbeitet seit 2003 als Maler und Bildhauer in Wien.

## Werk
In seiner „Reaktionskunst“ lässt er Gemälde durch chemische und biologische Prozesse entstehen.
Seine Gemälde entstehen durch komplexe chemische und biologische Prozesse. Diese „alchemistischen Mischverfahren“ bewirken, dass sich Malmittel am Bildkörper von selbst vermengen. So experimentiert er mit der Auslösung von Schwebeteilchen mithilfe von Filtersystemen. Seine Werke verändern sich oftmals über mehrere Monate, bis sie fertig sind.
Das Bank Austria Kunstforum Wien präsentierte 2017 in der Ausstellung „Simon Quendler – Reaktionen“ 62 Werke Quendlers.

## Rezeption
Laut Bank Austria Kunstforum Wien gilt er als „Pionier der europäischen Reaktionskunst.“ Er nehme mit seinem „unverwechselbaren Stil […] eine bedeutende Position innerhalb der Malerei in Europa ein“. „Sein Versuch, Gemälden durch Reaktionsprozesse ihr Wesen, ihre Natur zu entlocken, gilt als Gegenbewegung oder gar Persiflage zur modernen Technik.“
Der Kunstinvestor schrieb „Zwischen Feuer, Kohle, Bronzegüsse, Leinwänden, Aschehaufen, Wasserfässern und Farbbergen entstehen Werke, die in internationalen Museen, Auktionshäusern und Galerien zu finden sind.“

## Ausstellungen
- 2013 Hl. Leopold – Mensch, Politiker, Landespatron, Niederösterreichisches Landesmuseum, St. Pölten, Ausstellungsbeteiligung[4]
- 2015 Essenz Gold, Künstlerhaus Wien, Wien, Einzelausstellung[5]
- 2015 Sammlung Hirsch – Kärnten[6]
- 2019 Simon Quendler – 'unbewusste Reaktionen' – Graz[7]
- 2017 Bank Austria Kunstforum Wien „Reaktionen – Simon Quendler“[8]
- 2017 Simon Quendler – Leopold-Triptycon – Leopoldsaal – Stift Klosterneuburg
- 2018 Simon Quendler – Essence to Eternity – Galerie Artiscovery Vienna – Ariana Gallery Middle East[9]
- 2019 Simon Quendler – Leopold-Triptycon – Leopoldsaal – Stift Klosterneuburg
- 2020 Was Leid tut – Galerie der Moderne – Stift Klosterneuburg
- 2020 Simon Quendler – Leopold-Triptycon – Leopoldsaal – Stift Klosterneuburg
- 2020 Michael Kruzik[10]
- 2020 Simon Quendler – 'Reaktionen' – Wiener Städtische Kunstsammlung[11]